# Nictitèrids
Els nictitèrids (Nyctitheriidae) són una família de mamífers insectívors extints de l'ordre dels eulipotifles. Els representants d'aquesta família són coneguts des del Cretaci fins a l'Oligocè. Les restes fòssils dels nictitèrids consisteixen principalment en ossos de la mandíbula i dents.
El gènere més antic conegut és Leptacodon, del Cretaci de Portugal. El 2005 es descrigué el gènere Asionyctia, trobat en estrats del Paleocè superior de la Xina. Asionyctia és un dels pocs representants asiàtics dels nictitèrids.
La posició dels nictitèrids dins dels eulipotifles és dubtosa. Alguns científics es basen en els escassos fragments d'esquelets, com per exemple l'articulació del turmell per dir que els nictitèrids no pertanyen a aquest ordre. D'altra banda, hi ha científics que consideren els nictitèrids com els avantpassats de les musaranyes, talps o fins i tot els ratpenats.

## Classificació
La família comprèn els gèneres següents:
- Ceutholestes (?)
- Jarvenia (?)
- Limaconyssus (?)
- Plagioctenodon (?)
- Praolestes (?)
- Wyonycteris (?)
- Subfamília Asionyctiinae
  - Asionyctia
  - Bayanulanius
  - Bumbanius
  - Oedolius
  - Voltaia
- Subfamília Nyctitheriinae
  - Euronyctia
  - Leptacodon
  - Nyctitherium
  - Pontifactor (?)
  - Remiculus (?)
  - Saturninia
  - Scraeva (?)
  - Tribu Amphidozotheriini
    - Amphidozotherium
    - Darbonetus
    - Paradoxonycteris
    - Plagioctenoides